# Puente Onepoto
El Puente Onepoto (en inglés: Onepoto Bridge) es un puente de 46 m de largo peatonal y para ciclistas en una zona de arbustos y corrientes de marea de la zona de Onepoto ciudad de North Shore, Auckland, Nueva Zelanda. El puente se hizo necesario tras la ampliación del camino Onewa  hacia la carretera estatal 1 ya que el puente era demasiado estrecho para llevar senderos. Después de decidir la construcción de un nuevo puente, el Consejo de North Shore City resolvió construir una estructura icónica que crearía una "arquitectura integrada en el paisaje". Esto resultó en la estructura actual del puente que está encerrado con 'costillas' curvadas de madera que han sido descritas como un esqueleto de ballena, una onda o un barco de vela a medio terminar. El puente fue diseñado por Beca Group. El puente es también parte de la red de rutas del ciclo estratégico de North Shore City y se incorpora como parte de las obras para acceder mejor a la zona de estuario local para la comunidad.